# Carlos Guillermo Smith
Carlos Guillermo Smith (sinh ngày 31 tháng 12 năm 1980) là một nhà hoạt động cộng đồng, nhà vận động hành lang và chính khách đến từ Orlando, Florida.
Smith là người Latinh LGBT công khai đầu tiên được bầu vào Cơ quan Lập pháp Florida.

## Đầu đời
Smith sinh ra ở Florida với cha mẹ là người nhập cư đến Nam Florida từ Canada vào năm 1979. Mẹ ông là người Canada và bố từ Peru, Smith là thành viên đầu tiên trong gia đình ông sinh ra ở Hoa Kỳ.
Smith theo học Trường Trung học Spanish River ở Boca Raton, FL, nơi ông tốt nghiệp năm 1999. Năm 2003, ông tốt nghiệp Đại học Central Florida với bằng quản trị kinh doanh. Sau khi tốt nghiệp, ông đã làm việc trong 8 năm và trở thành quản lý của các cửa hàng Men's Wearhouse ở Florida và Georgia.

## Giải thưởng
- Elizabeth Taylor Legislative Leadership Award 2018
- Orlando Diversity Awards - "Champion of Equality," 2018[2]
- American Society for the Prevention of Cruelty to Animals (ASPCA), Leadership and Commitment to Animal Welfare Award, 2017
- Florida Association of Counties (FAC), County Champion Award, 2017
- Council on American-Islamic Relations (CAIR Florida), Bravery and Fighting for Justice Award, 2017
- Democratic Women's Club of Florida, Inc., Legislative Advocacy Award, 2017
- Florida Education Association (FEA), Freshman Legislator Friend of Public Education Award, 2017
- Florida Young Democrats, Florida Democrat of the Year, 2017
- Hispanic Federation, Trailblazer Award, 2017
- League of Women Voters of Florida, Making Democracy Work Award, 2017
- Metropolitan Business Association, Community Champion of the Year, 2017
- Mi Familia Vota, Esperanza Award, 2017
- Victory Institute, Tammy Baldwin Breakthrough Award, 2017
- Florida Education Association (FEA), Human and Civil Rights Leadership Award, 2016
- Florida Young Democrats, Advocate of the Year, 2016
- Out Magazine, OUT100's Survivors and Heroes of Pulse, 2016
- Watermark, Most Remarkable Person, 2015